# Hannes Engelschall
Hannes Engelschall (ur. 28 lipca 1969 w Schwertberg) – austriacki kulturysta, były komandos. Wielokrotny mistrz Austrii, mistrz Europy oraz mistrz świata w kulturystyce.

## Życiorys
Jego miastem rodzinnym jest Enns. Był członkiem austriackich sił zbrojnych, a dokładnie jednostki specjalnej o nazwie Jagdkommando. W wojsku służył przez dziesięć lat. Jako żołnierz walczył między innymi podczas wojny domowej w Kosowie.
W zawodach kulturystycznych po raz pierwszy wystartował w 1985 roku: był to Puchar Świata, organizowany przez federację IFBB, a Engelschallowi przypisano kategorię wagową sięgającą 70 kg. Zajął trzecie miejsce na podium. Od połowy lat osiemdziesiątych występował na scenie z imponującą regularnością. W 1986 brał udział w Mistrzostwach Juniorów; wywalczył srebrny medal w kategorii do 70 kg. Tego samego roku zdobył też srebro w trakcie Mistrzostw Austriackich Krajów Związkowych; startował w nich jednak jako zawodnik o masie ciała sięgającej 80 kg. W roku 1990 wystąpił na Mistrzostwach Juniorów federacji NABBA, gdzie udało mu się zająć pierwsze miejsce na podium w kategorii generalnej. Był to początek pasma sukcesów. Jeszcze tego roku wziął udział w Mistrzostwach Austrii. Uhonorowano go trzema medalami: srebrem w kategorii otwartej, złotem w kategorii par oraz brązem w kategorii ogólnej. W 1991 został uczestnikiem zawodów NABBA Grand Prix; w kategorii Männer 1 wywalczył srebrny medal. W roku 1992 zdobył tytuł Mistera Austrii podczas prestiżowych zawodów organizacji NABBA. Parę miesięcy później na rozgrywkach Bestgebauter Athlet objął pierwsze miejsce na podium, a jurorzy nadali mu tytuł kulturysty o perfekcyjnej sylwetce. 1992 był rokiem, w którym Engelschall debiutował na zawodach zagranicznych. Podczas Mistrzostw Europy zajął czwarte miejsce, a na Mistrzostwach Świata − siódme. W 1993 raz jeszcze wystąpił w zawodach Bestgebauter Athlet i został ich generalnych zwycięzcą; ponownie zdobył też tytuł Mistera Austrii. Tego samego roku zdobył brązowy medal podczas międzynarodowych zmagań, NABBA Mr. Universe.
W latach 1995, 1997 i 1998 znów uhonorowano go tytułem Mistera Austrii. W 1999 roku został generalnym zwycięzcą Mistrzostw Europy w kulturystyce, rozegranych w Siros. Brał też udział w Mistrzostwach Świata, gdzie zdobył brązowy medal w kategorii ogólnej oraz złoty w kategorii par. Następnie, w 2012, wystąpił na zawodach NABBA Austrian Open, gdzie wywalczył srebro w kategorii Masters.
Od 2012 roku Honorowy Prezes federacji NABBA Austria. Mieszka w miejscowości Neuzeug, w Górnej Austrii, pracuje jako trener osobisty. Żonaty, ma córkę.

## Warunki fizyczne
- wzrost: 181 cm
- waga (w sezonie zmagań sportowych): 115 kg (1999 r.)

## Osiągnięcia (wybór)
- 1985: Puchar Świata w kulturystyce, federacja IFBB, kategoria juniorów poniżej 70 kg − III m-ce
- 1986: Mistrzostwa Juniorów w kulturystyce, federacja IFBB, kategoria wagowa poniżej 70 kg − II m-ce
- 1986: Mistrzostwa Austriackich Krajów Związkowych w kulturystyce, federacja IFBB, kategoria wagowa poniżej 80 kg − II m-ce
- 1990: Mistrzostwa Juniorów w kulturystyce, federacja NABBA, kategoria ogólna − I m-ce
- 1990: Zawody NABBA Austrian Open, kategoria Männer 1 − II m-ce
- 1990: Zawody NABBA Austrian Open, kategoria par − I m-ce
- 1990: Puchar Austrii w kulturystyce, federacja NABBA, kategoria ogólna − III m-ce
- 1991: Zawody NABBA Grand Prix, kategoria Männer 1 − II m-ce
- 1992: Mr. Austria, federacja NABBA, kategoria Männer 1 − I m-ce
- 1992: Zawody Bestgebauter Athlet, federacja NABBA, kategoria Männer 1 − I m-ce
- 1992: Mistrzostwa Europy w kulturystyce, federacja NABBA, kategoria ogólna − IV m-ce
- 1992: Mistrzostwa Świata w kulturystyce, federacja NABBA, kategoria ogólna − VII m-ce
- 1993: Zawody Bestgebauter Athlet, federacja NABBA, kategoria ogólna − I m-ce
- 1993: Zawody NABBA Grand Prix, kategoria ogólna − I m-ce
- 1993: Mistrzostwa Europy w kulturystyce, federacja NABBA, kategoria ogólna − IV m-ce
- 1993: Zawody Austria Universe (kwalifikacje), federacja NABBA − III m-ce
- 1993: Mr. Austria, federacja NABBA, kategoria ogólna − I m-ce
- 1993: Mr. Universe, federacja NABBA, kategoria ogólna − III m-ce
- 1995: Mr. Austria, federacja NABBA, kategoria ogólna − I m-ce
- 1995: Mistrzostwa Europy w kulturystyce, federacja NABBA, kategoria ogólna − IV m-ce
- 1995: Mistrzostwa Świata w kulturystyce, federacja NABBA, kategoria ogólna − IV m-ce
- 1996: Zawody Bestgebauter Athlet, federacja NABBA, kategoria ogólna − I m-ce
- 1996: Mr. Universe, federacja NABBA − udział
- 1997: Mr. Austria, federacja NABBA, kategoria ogólna − I m-ce
- 1997: Mistrzostwa Świata w kulturystyce, federacja NABBA, kategoria ogólna − IV m-ce
- 1998: Mr. Austria, federacja NABBA, kategoria Männer 1 − I m-ce
- 1998: Mistrzostwa Europy w kulturystyce, federacja NABBA, kategoria ogólna − IV m-ce
- 1999: Mistrzostwa Europy w kulturystyce, federacja NABBA, kategoria ogólna − I m-ce
- 1999: Mistrzostwa Świata w kulturystyce, federacja NABBA, kategoria ogólna − III m-ce
- 1999: Mistrzostwa Świata w kulturystyce, federacja NABBA, kategoria par − I m-ce
- 2012: Zawody NABBA Austrian Open, kategoria Masters − II m-ce